# Plano (Texas)
Plano és una ciutat ubicada al Comtat de Collin a l'estat de Texas, Estats Units d'Amèrica, de 267.480 habitants segons el cens de l'any 2008 i amb una densitat de 1.421,94 per km². Plano és la 70a ciutat més poblada del país. L'actual alcalde és Phil Dyer.

## Ciutats agermanades
- Brampton, Canadà
- San Pedro Garza García, Mèxic
- Hsinchu, Taiwan